# Croissance primaire
En botanique, la croissance primaire est la croissance biologique qui se produit à partir des extrémités des racines et des pousses. Elle conduit à l'allongement des racines et des tiges et prépare la formation des organes. Elle se distingue de la croissance secondaire qui conduit à l'élargissement. La croissance des plantes a lieu dans des endroits bien définis. Plus précisément, la division et la différenciation cellulaires nécessaires à la croissance se produisent dans des structures spécialisées appelées méristèmes,, constituées de cellules indifférenciées (cellules méristématiques) capables de se diviser et de se transformer en cellules de tous les autres tissus et organes présents chez les plantes. Ces cellules continuent de se diviser jusqu'à ce qu'elles se différencient et perdent alors la capacité de se diviser. Ainsi, les méristèmes produisent toutes les cellules utilisées pour la croissance et le fonctionnement des plantes.
À l'extrémité de chaque tige et de chaque racine, un méristème apical forme de nouvelles cellules, ce qui entraîne leur allongement. Par exemple, l'allongement rapide des plantules après leur sortie du sol et la pénétration des racines en profondeur dans le sol se font par croissance primaire. Tous les organes végétaux résultent de divisions cellulaires dans les méristèmes apicaux, suivies d'une expansion et d'une différenciation des cellules.
Le processus de croissance qui implique l'épaississement des tiges se déroule dans les méristèmes latéraux qui sont situés sur toute la longueur des tiges. Les méristèmes latéraux des plantes plus grandes s'étendent également aux racines. Cet épaississement est une croissance secondaire, nécessaire pour donner un support mécanique et une stabilité à la plante.
Les fonctions des méristèmes apicaux (ou primaires) sont :
- l'allongement par division cellulaire et élongation ;
- l'organisation du développement des feuilles le long de la tige (phyllotaxie) ;
- la création de plates-formes pour le développement éventuel de branches le long de la tige[4] ;
- la préparation à la formation d'organes en fournissant une réserve de cellules indifférenciées ou incomplètement différenciées[5] qui se développent ensuite en cellules entièrement différenciées, ce qui permet finalement le déploiement spatial d'organes aériens et souterrains[1].

## Croissance primaire des tiges

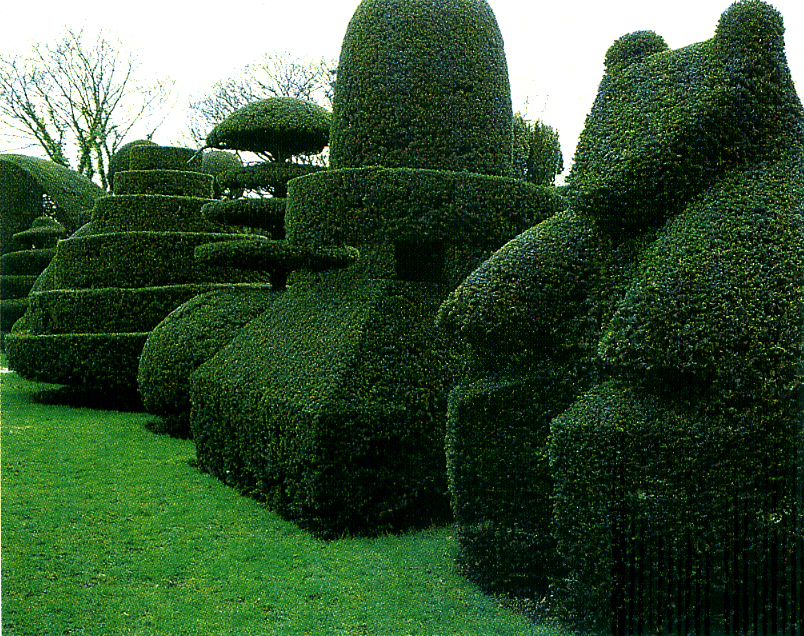
Lorsque les bourgeons apicaux sont taillés par les jardiniers, la forme et la densité d'un arbre ou d'un arbuste changent car de nouvelles branches, non inhibées, poussent en masse.

Dans les tiges, la croissance primaire se produit dans le bourgeon apical (celui qui se trouve à l'extrémité des tiges) et non dans les bourgeons axillaires (bourgeons primaires situés à l'emplacement des ramifications latérales). Ce phénomène résulte de la dominance apicale, qui empêche la croissance des bourgeons axillaires qui se forment le long des branches et des tiges. L'auxine (une hormone végétale) produite dans le bourgeon apical inhibe la croissance des bourgeons axillaires. Cependant, si le bourgeon apical est enlevé ou endommagé, les bourgeons axillaires se mettent à croître.
Ces bourgeons axillaires se sont développés au cours de l'évolution comme un moyen pour la plante de continuer à croître malgré les risques environnementaux. Lorsque les jardiniers taillent les branches, ils utilisent cette caractéristique de la croissance primaire des plantes. En éliminant le bourgeon apical, ils forcent les bourgeons axillaires à se mettre en croissance, ce qui permet à la plante d'émettre de nouvelles tiges,.

## Croissance primaire des racines

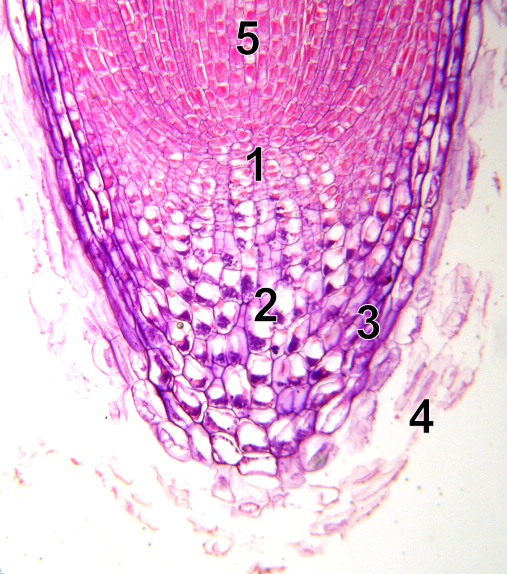
Image au microscope (grossissement ×10) d'une extrémité de racine avec méristème : 1. centre quiescent (composé de cellules souches se divisant rarement) ; 2. calyptrogène (cellules vivantes du chapeau de la racine) ; 3. chapeau de la racine ; 4. cellules mortes du chapeau de la racine arrachées ; 5. méristème.

L'évolution a fourni aux plantes un moyen de guérir des blessures créées lorsque les racines rencontrent en creusant des objets qui blessent les bourgeons racinaires. L'extrémité de la racine est protégée par un chapeau racinaire continuellement arraché et remplacé, parce qu'endommagé lors de la croissance dans le sol. La division cellulaire par mitoses a lieu à l'extrémité du chapeau de la racine. Les cellules nouvellement créées entament alors un processus d'étirement et d'élongation cellulaire, allongeant ainsi la racine. Enfin, les cellules subissent un processus de différenciation cellulaire qui les convertit en composants des tissus dermiques, vasculaires ou terrestres,.

## Morphologie et fonctionnement des plantes
En jetant les bases de la différenciation des organes et en raison de son rôle dans la croissance des plantes, la croissance primaire, coordonnée avec le processus de croissance secondaire, détermine en grande partie la morphologie et le fonctionnement des plantes.
La question de la régulation et de la coordination des voies biochimiques qui sous-tendent ce processus fait l'objet de recherches permanentes. Ces recherches mettent en lumière la nature et la chronologie de l'expression des gènes et de la régulation hormonale dans ce processus, bien que leurs rôles ne soient pas encore complètement compris,.